# Bill of Rights
Bill of Rights (în traducere din engleză Legea Drepturilor) este numele dat colectiv primelor zece amendamente la Constituția Statelor Unite. Propuse în urma luptei politice adesea crâncene duse în anii 1787-88 pentru ratificarea Constituției SUA, și întocmite în așa fel încât să abordeze obiecțiile ridicate de antifederaliști⁠(d), amendamentele Bill of Rights au adăugat la Constituție garanții specifice ale drepturilor⁠(d) și libertăților personale, limitări clare ale puterilor guvernului în procedurile judiciare, și declarația explicită că toate puterile care nu au fost anume delegate Congresului prin Constituție sunt rezervate statelor sau cetățenilor⁠(d). Conceptele codificate în aceste amendamente sunt construite pe baza celor găsite în mai multe documentele anterioare, între care Declarația Drepturilor din Virginia⁠(d) și Declarația Drepturilor din 1689 din Anglia, împreună cu documente anterioare, cum ar fi Magna Carta (1215).

Unul din documentele originare Bill of Rights, păstrat de Arhiva Națională a SUA

La 8 iunie 1789, reprezentantul James Madison a introdus nouă amendamente la constituție în Camera Reprezentanților. Printre recomandările sale, Madison a propus deschiderea Constituției și introducerea drepturilor specifice care să limiteze puterea Congresului în Articolul 1, Secțiunea 9. Șapte dintre aceste limitări aveau să fie printre cele zece amendamente ale Bill of Rights ratificate. În cele din urmă, la 25 septembrie 1789, Congresul a aprobat douăsprezece articole de modificare a Constituției și le-a prezentat statelor pentru ratificare⁠(d). Contrar propunerii inițiale a lui Madison ca articolele să fie incluse în corpul principal al Constituției, el au fost propuse ca adăugiri suplimentare la ea (codicile). Articolele de la 3 la 12 au fost ratificate drept completări la Constituție la 15 decembrie 1791, și au devenit Primul până la al Zecelea Amendament la Constituție. Articolul 2 a devenit parte a Constituției în data de 7 mai 1992, ca al Douăzeci și Șaptelea Amendament⁠(d). Articolul Întâi⁠(d) este încă oficial aflat în dezbaterea statelor.
Deși modificările propuse de Madison includeau o dispoziție pentru a extinde protecția unora dintre drepturi și asupra statelor, amendamentele prezentate în cele din urmă pentru ratificare se aplică numai guvernului federal. Ușa pentru aplicarea lor asupra guvernelor statelor a fost deschisă în anii 1860, în urma ratificării de celui de al Paisprezecelea Amendament. Încă de la începutul secolului al XX-lea, atât instanțele federale, cât și cele la nivel de stat au folosit al Paisprezecelea Amendament pentru a aplica porțiuni din Bill of Rights guvernelor de stat și autorităților locale. Procesul este cunoscut sub numele de încorporare⁠(d).
Există mai multe exemplare originale ale Bill of Rights. Una dintre acestea este expusă permanent la Arhivele Naționale din Washington, DC.

## Context

### Convenția de la Philadelphia
Înainte de ratificarea și punerea în aplicare a Constituției Statelor Unite, cele treisprezece state suverane au urmat Articolele de Confederare, create de cel de al Doilea Congres Continental și ratificate în 1781. Cu toate acestea, guvernul național, care funcționa în conformitate cu Articolele de Confederare era prea slab pentru a reglementa în mod adecvat diferitele conflicte care au apărut între state. Convenția de la Philadelphia s-a angajat să corecteze punctele slabe din Articole, și care erau evidente chiar și înainte de încheierea cu succes a Războiului de Independență.
Convenția s-a ținut în perioada 14-17 septembrie 1787, la Philadelphia, Pennsylvania. Deși scopul ei declarat era doar de a revizui Articolele, intenția multora dintre susținătorii săi, în frunte cu James Madison din Virginia și Alexander Hamilton din New York, a fost de a crea un nou guvern și nu de a-l repara pe cel existent. Convenția s-a întrunit în Casa Statului Pennsylvania⁠(d), și George Washington din Virginia a fost ales în unanimitate președinte al convenției. Cei 55 de delegați care redactaseră Constituția se numărau printre cei cunoscuți ca Părinții Fondatori ai noii națiuni. Thomas Jefferson, care era Ministru în Franța⁠(d) în timpul convenției, i-a caracterizat pe delegați ca un ansamblu de „semi-zei”. Rhode Island a refuzat să trimită delegați la convenție.
La 12 septembrie, George Mason⁠(d) din Virginia a sugerat adăugarea unei Legi a Drepturilor la Constituție, după modelul declarațiilor anterioare din unele state, iar Elbridge Gerry din Massachusetts a depus o moțiune oficială. Moțiunea a fost însă respinsă prin votul unanim al delegațiilor statelor după numai o scurtă discuție. Madison, pe atunci un adversar al Legii Drepturilor și-a explicat ulterior votul numind legile drepturilor adoptate de state „bariere de pergament”, care ofereau doar o iluzie a protecției împotriva tiraniei. Un alt delegat, James Wilson⁠(d) din Pennsylvania, a susținut mai târziu că actul de a enumera drepturile oamenilor este periculos, pentru că aceasta ar implica faptul că drepturile care nu sunt menționate în mod explicit nu există; Hamilton a reiterat acest punct în al 84-lea articol federalist. Pentru că Mason și Gerry au apărut ca adversari ai noului proiect de Constituție, moțiunea lor—introdusă cu cinci zile înainte de încheierea convenției—ar fi putut fi văzută de alți delegați și ca o încercare de tergiversare. Respingerea rapidă a acestei propuneri a pus însă mai târziu în pericol întregul proces de ratificare. Autorul David O. Stewart⁠(d) spunea despre omisiunea unei Legi a Drepturilor în Constituția inițială că este „o gafă politică de primă mărime”, în timp ce istoricul Jack N. Rakove⁠(d) o numește „o gravă eroare de calcul pe care redactorii au făcut-o când anticipau lupta pentru ratificare”.
Treizeci și nouă de delegați au semnat Constituția finalizată. Treisprezece delegați au plecat înainte de a fi finalizată, și cei trei rămași la convenție până la sfârșit au refuzat să o semneze: Mason, Gerry, și Edmund Randolph din Virginia. Ulterior, Constituția a fost prezentată Congresului Articolelor de Confederare cu rugămintea de a fi ulterior prezentată unei convenții de delegați, aleși în fiecare stat de către popor, pentru aprobare și ratificare.

### Antifederaliștii

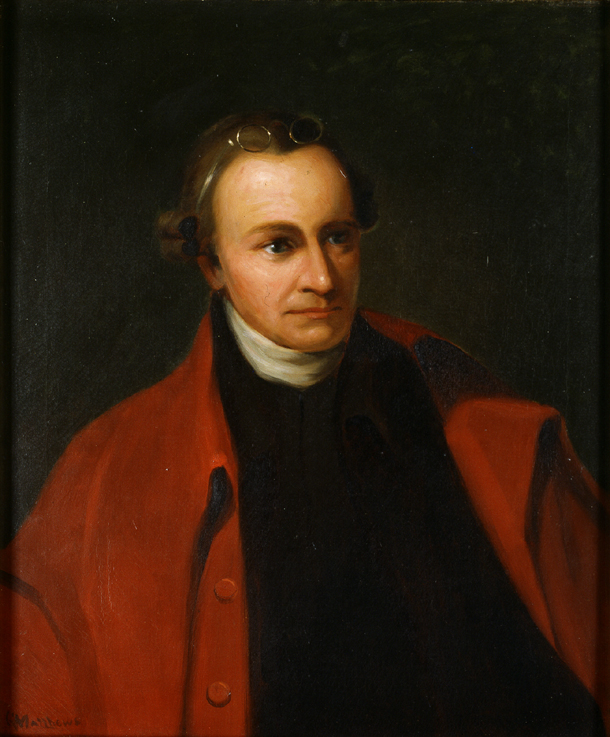
La, Patrick Henry a vorbit în fața împotriva proiectului de Constituție.

În urma Convenției de la Philadelphia, unele figuri de marcă ale Revoluției, cum ar fi Patrick Henry, Samuel Adams, și Richard Henry Lee⁠(d) s-au opus deschis noului sistem de guvernare, poziție cunoscută sub numele de „antifederalism”. Elbridge Gerry a scris cel mai popular document antifederalist, „Obiecțiile Hon. Domn Gerry”, care a fost retipărit de 46 de ori; eseul se axa în special pe lipsa unei legi a drepturilor în proiectul de constituție. Mulți erau îngrijorați că un guvern național puternic ar fi o amenințare la adresa drepturilor individuale și că președintele ar deveni un fel de rege. Jefferson i-a scris lui Madison argumentând în favoarea unei Legi a Drepturilor: „o jumătate de pâine este mai bună decât nicio pâine. Dacă nu ne putem asigura toate drepturile, să asigurăm ceea ce putem.” Antifederalistul pseudonim „Brutus” scria și el:
„Găsim că stabilesc, în secțiunea a noua a primului articol, că ordonanța de habeas corpus nu va fi suspendată, decât în cazuri de rebeliune — că nu va fi adoptată nicio lege retroactivă, sau lege ex post facto—că Statele Unite nu vor acorda niciun titlu nobiliar, etc. Dacă tot ce nu s-a specificat este rezervat, ce rost mai au aceste excepții? Acordă această Constituție pe undeva dreptul de a suspenda habeas corpus, de a face legi ex post facto, de a da legi retroactive sau de a acorda titluri nobiliare? Cu siguranță că, în mod explicit, nu. Singurul răspuns care se poate da este că acestea sunt implicit conținute în puterile generale acordate. Cu egal adevăr poate fi spus că toate puterile împotriva al căror abuz păzesc legile drepturilor sunt conținute sau implicite în cele generale acordate de această Constituție.”
 Și continua cu această observație:
„Nu ar trebui ca unui guvern, învestit cu o autoritate atât de extinsă și indefinită, să i se stabilească unele restricții printr-o declarație a drepturilor? Cu siguranță că da. Atât de clar este acest fapt, că nu pot să nu bănuiesc că cei care încearcă să convingă lumea că aceste rezervări sunt mai puțin necesare sub această Constituție decât sub cele ale Statelor, încearcă intenționat să vă inducă în eroare, și să vă conducă într-o stare absolută de vasalitate.”

### Federaliștii
Susținătorii Constituției, cunoscuți sub numele de „federaliști”, s-au opus unui proiect de lege a drepturilor în mare parte din perioada ratificării, în parte de teama incertitudinilor procedurale care s-ar fi creat. Madison se împotrivea unei astfel de incluziuni, sugerând că guvernele statelor erau suficienți garanți ai libertății personale, în numărul 46 din Federalistul, o serie de eseuri ce promovau poziție federalistă. Hamilton s-a opus unui proiect de lege a drepturilor în Federalistul Nr. 84, afirmând că „constituția este în sine, în orice sens rațional, și pentru orice scop util, un proiect de lege a drepturilor”. El a declarat că ratificarea nu înseamnă că poporul american își predă drepturile, și că protecția nu este necesară: „aici, cu strictețe, oamenii nu predau nimic, întrucât își păstrează totul, ei nu au nevoie de rezerve speciale.” Patrick Henry a criticat punctul de vedere federalist, scriind că legislativul trebuie să fie bine informat „de întinderea drepturilor reținute de către oameni... fiind într-o stare de incertitudine, ei își vor asuma mai degrabă decât să renunțe la puteri.” Alți antifederaliști subliniau că documentele politice anterioare, în special Magna Carta, protejau drepturi specifice. Ca răspuns, Hamilton a susținut că Constituția este în mod inerent diferită:
„Legile drepturilor sunt la originea lor, stipulări între regi și supușii lor, reduceri ale prerogativelor în favoarea privilegiului, rezervări de drepturi necapitulate principelui. Așa era Magna Charta, obținută de baroni cu sabia în mână de la regele Ioan.”

### Compromisul Massachusetts

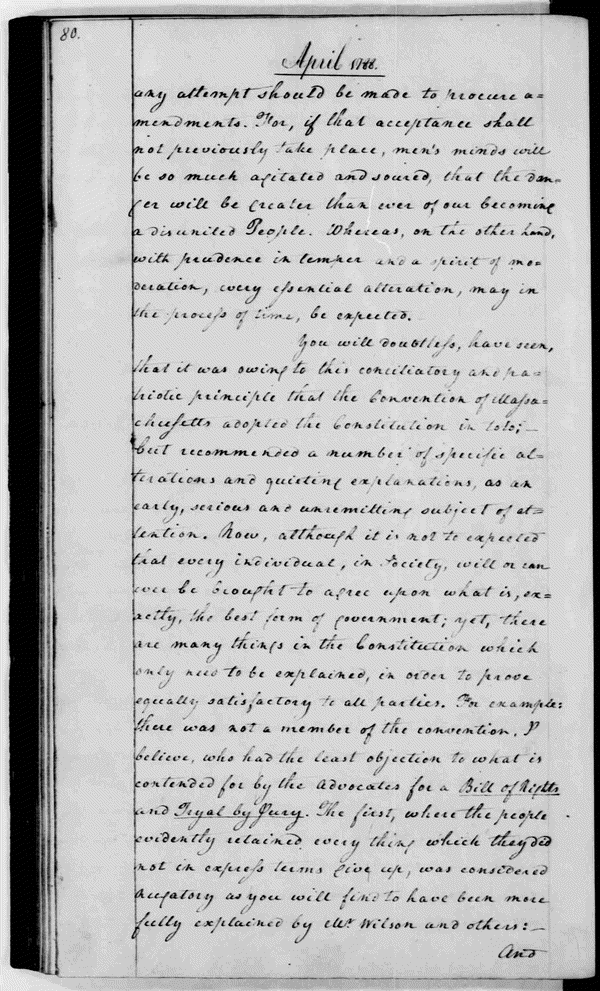
Scrisoarea lui George Washington din 1788 către Marchizul de Lafayette consemna: „Convenția din Massachusetts a adoptat Constituția in toto, dar a recomandat o serie de modificări specifice și explicații liniștitoare.” Sursa: Biblioteca Congresului

În decembrie 1787 și ianuarie 1788, cinci state—Delaware, Pennsylvania, New Jersey, Georgia și Connecticut—au ratificat Constituția, cu relativă ușurință, deși dura opinie minoritară a opoziției din Pennsylvania a circulat pe scară largă. În contrast cu predecesorii săi, convenția din Massachusetts a fost plină de certuri și dispute, la un moment dat izbucnind o bătaie cu pumnii între delegatul federalist Francis Dana⁠(d) și antifederalistul Elbridge Gerry atunci când acestuia din urmă nu i s-a permis să vorbească. Impasul a fost rezolvat numai atunci când eroi revoluționari, antifederaliști de seamă, Samuel Adams și John Hancock au fost de acord să ratifice în condițiile în care convenția propune și niște amendamente. Modificările propuse de Convenție cuprindeau obligativitatea unui grand jury⁠(d) care să judece cazurile capitale, ceea ce avea să facă parte din al Cincilea Amendament⁠(d), și o modificare prin care statele își rezervă puterile care nu sunt acordate în mod explicit guvernului federal, ceea ce mai târziu avea să stea la baza celui de al Zecelea Amendament.
După exemplul statului Massachusetts, minoritățile federaliste din Virginia și New York au reușit să obțină ratificarea convenției prin legarea ratificării de recomandarea unor modificări. O comisie a convenției din Virginia, condusă de profesorul de drept George Wythe⁠(d) a transmis Congresului patruzeci de recomandări, dintre care douăzeci enumerau drepturile individuale și alte douăzeci enumerau drepturile statelor. Acestea din urmă includeau limitări ale competențelor federale de a percepe impozite și de a reglementa comerțul.
O minoritate a criticilor Constituției, între care Martin Luther⁠(d) din  Maryland, a continuat să se opună ratificării. Cu toate acestea, aliații lui Martin, între care John Lansing, Jr.⁠(d) din New York, au renunțat la manevrele de obstrucționare a procedurilor Convenției. Ei au început doar să se opună Constituției „în forma actuală”, căutând în schimb să promoveze amendamente. În mai multe convenții, susținătorii ideii de „amendamente înainte” au acceptat să susțină o poziție de „amendamente după” de dragul de a rămâne în Uniune. „Scrisoarea circulară” antifederalistă din New York a fost trimisă fiecărui legislativ de stat propunând o a doua convenție constituțională pentru „amendamentele înainte”, dar nu a fost acceptată de legislativele statelor. În cele din urmă, numai Carolina de Nord și Rhode Island au așteptat amendamentele Congresului pentru a ratifica Constituția.
Articolul Șapte⁠(d) al proiectului de Constituție stabilea condițiile în care se va stabili noul cadru de guvernare. Noua Constituție devenea operațională după ratificarea sa de către cel puțin nouă state. Numai atunci ea ar înlocui guvernul existent în temeiul Articolelor de Confederare și s-ar aplica numai în acele state care au ratificat-o.
După lupte politice dificile în mai multe state, proiectul de Constituție a ajuns la nivelul de ratificare de către nouă state în iunie 1788. La 13 septembrie 1788, Congresul Articolelor de Confederare a certificat faptul că noua Constituție a fost ratificată de un număr mai mult decât suficient de state membre pentru ca noul sistem să fie implementat și a hotărât întrunirea noului guvern la New York City, în prima zi de miercuri din luna martie a anului următor. La 4 martie 1789, noul cadru de guvernare a intrat în vigoare cu unsprezece din cele treisprezece state participante.

## Propunerea și ratificarea

### Anticiparea amendamentelor

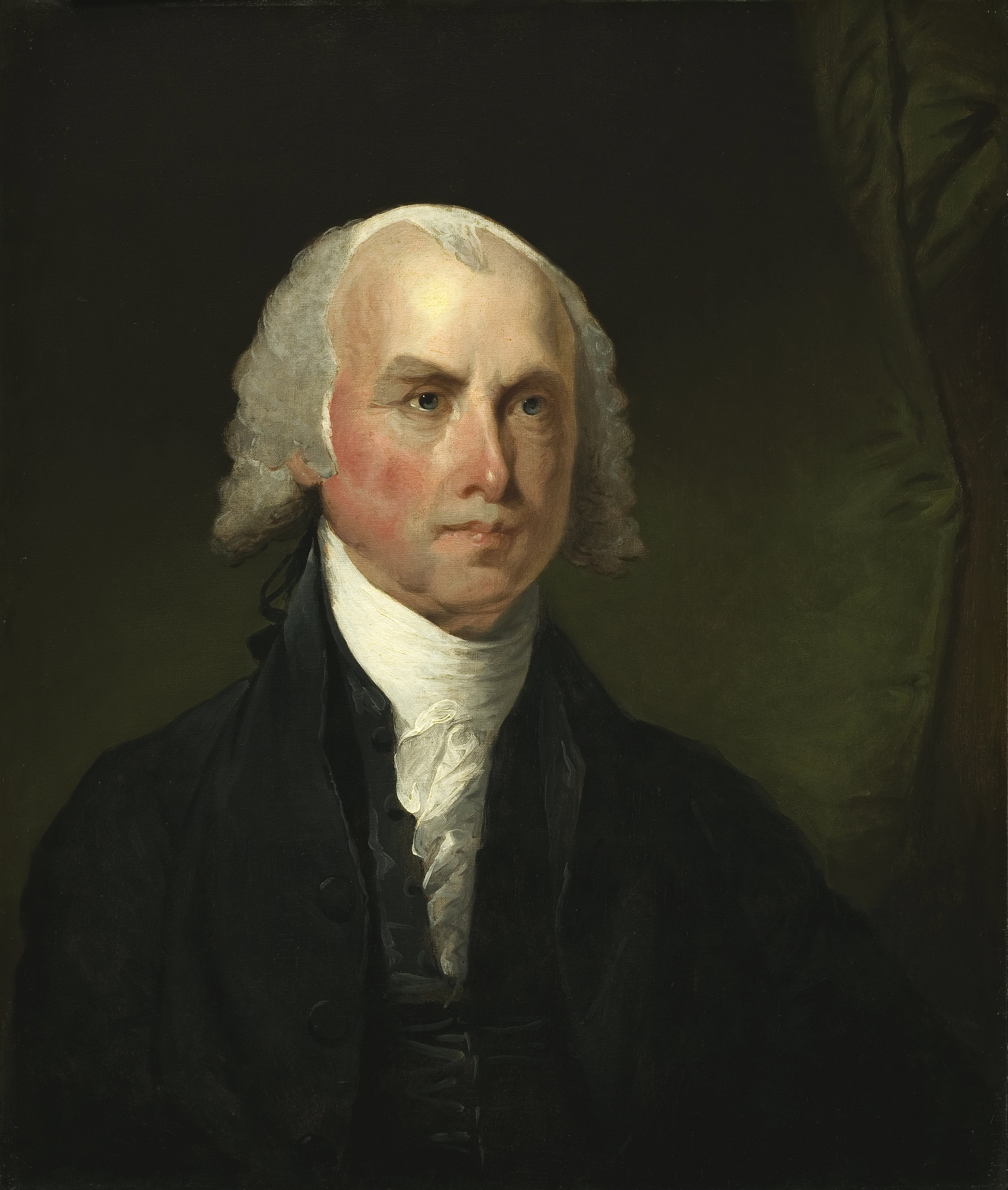
James Madison, „Părinte al Constituției” și primul autor al proiectului Bill of Rights

Primul Congres al Statelor Unite ale Americii, întrunit în Federal Hall⁠(d) din  New York, a fost un triumf pentru federaliști. Senatul a unsprezece state cuprindea 20 de federaliști și doar doi antifederaliști, ambii din Virginia. Camera avea 48 de federaliști și 11 antifederaliști, cei din urmă provenind din doar patru state: Massachusetts, New York, Virginia și Carolina de Sud.
În delegația statului Virginia la Cameră era și James Madison, principalul adversar al lui Patrick Henry în lupta de ratificare din Virginia. Ca represalii pentru victoria lui Madison la această convenție, Henry și alți antifederaliști care controlau Camera Delegaților din Virginia⁠(d) au manipulat colegiile electorale în așa fel încât să existe un colegiu electoral pe care să-l câștige și l-au recrutat pe viitorul succesor al lui Madison la președinție, James Monroe, să candideze împotriva lui. Madison l-a învins însă pe Monroe după ce s-a angajat în campanie că va introduce amendamente constituționale care cuprind o Lege a Drepturilor în Primul Congres.
La început adversar al includerii unui proiect de lege a drepturilor în Constituție, el a ajuns treptat să înțeleagă importanța unui astfel de demers, în timpul adesea controversatelor dezbateri de ratificare. Luând inițiativa de a propune amendamente el însuși prin Congres, el spera să preîntâmpine o a doua convenție constituțională⁠(d), care se temea că ar putea să anuleze compromisurile dificile din 1787 și să deschidă întreaga Constituție la reexaminare, riscând astfel dizolvarea noului guvern federal. Într-o depeșă adresată lui Jefferson, el spunea: „prietenii Constituției, unii din aprobarea anumitor modificări, alții dintr-un spirit de conciliere, sunt în general de acord că Sistemul ar trebui să fie revizuit. Dar ei doresc ca revizuirea să se limiteze la a furniza protecții suplimentare pentru libertate.” El simțea și că amendamentele care garantează libertățile personale ar „conferi Guvernului popularitatea și stabilitatea necesare”. În cele din urmă, el spera că amendamentele „ar dobândi treptat caracterul de maxime fundamentale ale guvernării libere, și, pe măsură ce devin încorporate în sentimentul național, vor contracara impulsurile interesului și pasiunii”. Istoricii continuă să dezbată gradul în care Madison considera că amendamentele Bill of Rights sunt necesare, și în ce măsură el le considera oportune din punct de vedere politic; în redactarea cuvântării sale, el și-a notat, „Bill of Rights—utile—nu esențiale—”.
La inaugurarea⁠(d) din 30 aprilie 1789, a primului președinte al țării, George Washington a abordat subiectul de modificării Constituției. El a cerut legiuitorilor:
„în vreme ce cu grijă vă feriți de orice modificare care ar pune în pericol beneficiile unui guvern unit și eficient, sau care ar fi bine să aștepte viitoarele lecții ale experienței; o reverență pentru drepturile caracteristice ale oamenilor liberi, și un respect pentru armonia publică vă vor influența suficient deliberările pe chestiunea: cât de departe poate prima să fie impregnabil întărită, ori cât de mult poate ultima să fie promovată avantajos și în siguranță.”

### Întocmirea amendamentelor
James Madison a introdus o serie de propuneri de amendamente constituționale în Camera Reprezentanților. Printre propunerile sale s-a numărat una care ar fi adăugat la preambul un limbaj introductiv ce ar fi subliniat drepturile naturale. Un altul ar fi aplicat părți din Bill of Rights atât statelor, cât și guvernului federal. Mai multe urmăreau protejarea drepturi personale individuale prin limitarea diverselor puteri constituționale ale Congresului. Ca și Washington, Madison a cerut Congresului să păstreze revizuirea Constituției „moderată”, să se limiteze la protejarea drepturilor individuale.
Madison era profund citit în istoria guvernării și a utilizat o gamă largă de surse în compunerea amendamentelor. Magna Carta engleză din 1215 a inspirat dreptul la petiție⁠(d) și la proces cu jurați⁠(d), de exemplu, în timp ce Declarația Drepturilor engleză din 1689 a oferit un precedent pentru dreptul de a deține și de a purta arme (deși aceasta se aplică doar la protestanți) și interdicția pedepselor crude și neobișnuite⁠(d).
Cea mai mare influență asupra textului lui Madison au avut-o însă constituțiile existente ale statelor. Multe dintre amendamentele sale, inclusiv noul preambul, se bazau pe Declarația Drepturilor din Virginia⁠(d) elaborată de antifederalistul George Mason în 1776. Pentru a reduce în viitor opoziția față de ratificare, Madison a căutat și recomandări comune mai multor state. A introdus însă și unul pe care nu-l solicitase niciun stat: „niciun stat nu va încălca drepturile egale la conștiință, libertatea presei, și proces cu jurați în cauzele penale.” El nu a inclus un amendament cerut de toate statele, unul care ar fi făcut declarațiile de impunere fiscală voluntare în loc de obligatorii.
„Amendamentele propuse de James Madison la Constituție:
Întâiul. Să se prefixeze la Constituție o declarație că orice putere aparține la început poporului, și în consecință de la el provine.

Că guvernarea se instituie, și trebuie exercitată în folosul poporului; care constă în a se bucura de viață și libertate, cu dreptul de a obține și a folosi proprietatea, și în general de a urmări și a obține fericirea și siguranța.

Că poporul să aibă un drept indubitabil, inalienabil și intangibil de a reforma și schimba guvernul, oricând îl găsește a fi advers sau inadecvat scopurilor instituirii lui.

Al doilea. Ca în articolul 1, secțiunea 2, clauza 3, aceste cuvinte să fie șterse, citez: „Numărul de reprezentanți nu va depăși unul pentru fiecare treizeci de mii, dar fiecare stat va avea cel puțin un reprezentant, și până se va face o astfel de enumerare;” și în locul lor să fie introduse aceste cuvinte, citez: „După prima enumerare, va fi un reprezentant pentru fiecare treizeci de mii, până când numărul se va ridica la—, după care proporția va fi astfel reglementată de Congres, astfel încât numărul să nu fie mai puțin de—, și nu mai mult de—, dar fiecare Stat va avea, după prima enumerare, cel puțin doi reprezentanți;.”

Al treilea. Ca în articolul 2, secțiunea 6, clauza 1, să se adauge la sfârșitul primei propoziții „Dar nicio lege care să varieze compensația să opereze înainte de următoarea alegere a reprezentanților.”

Al patrulea. Ca în articolul 2, secțiunea 9, între clauzele 3 și 4, să se interzică aceste clauze: Drepturile cetățenești ale nimănui nu trebuie schimbate pe motiv de credință religioasă, nici nu se va stabili o religie națională, nici drepturile depline și egale de conștiință nu vor fi știrbite în niciun fel și sub niciun pretext.

Poporul nu va fi privat sau restrâns în dreptul său de a vorbi, a scrie sau a-și publica sentimentele; și libertatea presei, ca unul din marii străjeri ai libertății, va fi inviolabilă.

Poporul nu va fi împiedicat să se adune pașnic și să se consulte pentru binele comun, nici să ceară legislativului petiții sau adresarea plângerilor.

Dreptul poporului de a deține și purta arme nu va fi știrbit; o miliție bine înarmată și bine reglementată fiind cea mai bună siguranță a unei țări libere: dar nicio persoană care prin religie se ferește să țină arme, nu va fi obligată să presteze serviciu militar în persoană.

Niciun soldat nu va fi încartiruit pe timp de pace în nicio casă fără consimțământul stăpânului ei; și niciodată altfel decât spune legea.

Nicio persoană nu va fi supusă, cu excepția cazurilor de impeachment, la mai mult de o pedeapsă, sau la mai mult de un proces pentru aceeași acuzație; nici nu va fi obligat să fie martor împotriva sa însăși; nici privată de viață, libertate sau proprietate fără un proces echitabil; nici nu va fi obligată să cedeze proprietatea sa, acolo unde este necesar pentru utilizare publică, fără o justă despăgubire.

Nu se va cere cauțiune excesivă, nu se vor da amenzi excesive, nu se vor aplica pedepse crude și neobișnuite.

Drepturile oamenilor de a-și avea în siguranță persoana, casele, documentele și alte proprietăți împotriva oricărei percheziții și confiscări nerezonabile, nu vor fi încălcate de mandate emise fără cauză probabilă, susținute de un jurământ de afirmare, sau care nu descriu exact locurile percheziționate, persoanele arestate, sau obiectele confiscate.

În toate procesele penale, acuzatul se va bucura de dreptul la un proces rapid și public, la a fi informat despre cauza și natura acuzației, la a fi pus față în față cu acuzatorii săi, și cu martorii împotriva sa; la a avea la dispoziție o procedură obligatorie de a aduce martori în favoarea sa; și de a beneficia de asistența unui avocat al apărării.

Excepțiile de aici sau din altă parte în constituție, făcute în favoarea unor anume drepturi, nu vor fi înțelese cu sensul de a diminua justa importanță a altor drepturi reținute de oameni; sau pentru a lărgi puterea delegată de constituție; ci fie ca limitări ale unor asemenea puteri, ori ca introduse doar pentru mai multă siguranță.

Al cincilea. Ca în articolul 2, secțiunea 10, între clauzele 1 și 2, să fie introdusă această clauză: Niciun stat nu va încălca dreptul egal la conștiință, sau libertatea presei, sau dreptul la proces cu jurați în cazuri penale

Al șaselea. Ca în articolul 3, sectiunea 2, să fie anexate la sfârșitul clauzei 2, aceste cuvinte: dar niciun apel la o astfel de instanță nu va fi permis acolo unde valoarea controversei este mai mică de — dolari: nici vreun fapt judecabil cu jurați, conform dreptului comun, să fie reexaminabil altfel decât ar consta din principiile dreptului comun.

Al șaptelea. Ca la articolul 3, secțiunea 2, a treia clauză să fie ștearsă, și în locul ei să se introducă următoarele:

Judecarea oricărei crime (cu excepția cazurilor de impeachments, și a cazurilor care apar în forțele maritime sau de uscat, ori în milițiile aflate în serviciu pe timp de război sau pericol public) va fi judecat de un juriu imparțial de liberi proprietari din vecinătate, cu obligativitatea unanimității pentru o condamnare, cu drept de apel, și cu alte drepturi obișnuite; și în toate crimele pedepsibile cu pierderea vieții sau a unor părți de corp, prezentarea sau analiza unui grand jury să fie o preliminară esențială, cu excepția ca în cazuri de crime comise în alt comitat care poate fi prezent dușman, sau în care să fie o insurecție, procesul să poată fi autorizat în alt comitat din același Stat, cât mai aproape de locul crimei.

În cazuri de crime comise în afara oricărui comitat, judecarea se va face în comitatul specificat de lege. În procesele de drept comun între om și om, procesul cu jurați, ca una din cele mai bune asigurări ale dreptului oamenilor, trebuie să rămână inviolabil.

Al optulea. Ca imediat după articolul 6, să se introducă articolul 7, cu următoarele clauze:

Puterile delegate de această constituție sunt acordate departamentelor cărora le sunt distribuite respectiv: astfel că departamentul legislativ să nu exercite niciodată puterile acordate celui executiv sau judecătoresc; nici executivul să nu exercite puterile acordate legislativului ori judecătorescului; nici cel judecătoresc să nu exercite puterile departamentului legislativ sau ale celui executiv.

Puterile care nu sunt delegate de prezenta constituție, nici interzise de către ea statelor, sunt rezervate respectiv Statelor.

Al nouălea. Ca articolul 7, să primească numărul 8.”
Reprezentanții federaliști s-au grăbit să atace propunerea lui Madison, temându-se că orice încercare de a modifica noua Constituție atât de curând după punerea sa în aplicare ar crea o aparență de instabilitate în guvern. Camera, spre deosebire de Senat, era deschisă publicului, și unii membri ai ei, precum Fisher Ames⁠(d), a avertizat că o prelungită „disecție a constituției” în văzul lumii ar putea zdruncina încrederea publicului. A urmat o luptă procedurală, și după ce inițial a transmis modificările unei comisii restrânse de revizuire, Camera a acceptat să ia propunerea lui Madison ca un tot unitar începând cu 21 iulie 1789.
Comisia de unsprezece membri a făcut unele modificări semnificative asupra celor nouă propuneri ale lui Madison, între care eliminarea a mare parte din preambul, adăugarea sintagmei „libertatea de exprimare și a presei”, și adăugarea a ceea ce avea să devină al Zecelea Amendament, prin care puterile erau rezervate statelor. Camera a dezbătut amendamentele timp de unsprezece zile. Roger Sherman⁠(d) din Connecticut a convins Camera să pună amendamentele la sfârșitul Constituției, astfel încât documentul să „rămână neatins”, decât să le adăuge pe tot parcursul ei, cum propunea Madison. Amendamentele, revizuite și condensate de la douăzeci la șaptesprezece, au fost aprobate și transmise Senatului pe 24 august 1789.
Senatul a editat aceste amendamente și mai mult, făcând 26 de modificări ale sale. Propunerea lui Madison de a aplica părți din Bill of Rights și statelor, și guvernului federal a fost eliminată, iar șaptesprezece amendamente au fost condensate în douăsprezece, care au fost aprobate la 9 septembrie 1789. Senatul a eliminat și ultimele modificări propuse de Madison pentru preambul.
La 21 septembrie 1789, o comisie mixtă Cameră–Senat s-a întrunit pentru a rezolva numeroasele diferențe între cele două proiecte de Bill of Rights. La 24 septembrie 1789, comisia a emis acest raport, care finaliza 12 amendamente Constituționale pentru a fi analizate de Cameră și Senat. Această versiune finală a fost aprobată prin rezoluție comună⁠(d) a Congresului, pe 25 septembrie 1789, pentru a fi înaintate statelor pe 28 septembrie.
La momentul finalizării dezbaterilor și manevrelor legislative necesare pentru întocmirea amendamentelor din Bill of Rights, multe opinii personale se schimbaseră. Mai mulți federaliști le-au susținut, reducând la tăcere cele mai puternice critici antifederaliste. Mulți antifederaliști, în schimb, acum se opuneau, dându-și seama că aprobarea acestor modificări de către Congres vor reduce foarte mult șansele unei a doua convenții constituționale. Antifederaliștii, cum ar fi Richard Henry Lee, au susținut că proiectul lasă intacte cele mai criticabile porțiuni din Constituție, cum ar fi sistemul judiciar federal și cel al impozitării directe.

Madison a rămas activ în cursul avansării modificărilor de-a lungul procesului legislativ. Istoricul Gordon S. Wood⁠(d) scria că „nu există nicio îndoială că prestigiul personal al lui Madison și perseverența sa de neoprit a făcut ca amendamentele să treacă prin Congres. O Constituție federală ar fi fost posibilă fără Madison, dar un Bill of Rights, cu siguranță nu.”
| Aprobarea Bill of Rights în Congress și de către State | Aprobarea Bill of Rights în Congress și de către State | Aprobarea Bill of Rights în Congress și de către State | Aprobarea Bill of Rights în Congress și de către State   |
| Șaptesprezece articole aprobate de Cameră 24 august 1789 | Douăsprezece articole aprobate de Senat 9 septembrie 1789 | Douăsprezece articole aprobate de Congres 25 septembrie 1789 | Ratificare                                               |
| --- | --- | --- | -------------------------------------------------------- |
| Primul Articol: După prima enumerare, impusă de primul Articol al Constituției, va fi un reprezentant pentru fiecare treizeci de mii, până când numărul se va ridica la o sută, după care proporția va fi astfel reglementată de Congres, astfel încât numărul să nu fie mai puțin de o sută de reprezentanți și nu mai puțin de un reprezentant pentru fiecare patruzeci de mii de persoane, până când numărul de reprezentanți va ajunge la două sute, după care proporțiile vor fi reglementate de Congres așa încât să nu fie mai puțin de două sute de reprezentanți, nici mai puțin de un reprezentant la fiecare cincizeci de mii de persoane.                                                                                     | Primul Articol: După prima enumerare, impusă de primul Articol al Constituției, va fi un reprezentant pentru fiecare treizeci de mii, până când numărul se va ridica la o sută; la care număr un reprezentant se va adăuga pentru fiecare creștere ulterioară de patruzeci de mii, până când reprezentanții vor fi două sute, la care număr se va adăuga un reprezentant pentru fiecare creștere de șaizeci de mii de persoane. | Primul Articol: După prima enumerare, impusă de primul Articol al Constituției, va fi un reprezentant pentru fiecare treizeci de mii, până când numărul se va ridica la o sută, după care proporția va fi astfel reglementată de Congres, astfel încât numărul să nu fie mai puțin de o sută de reprezentanți și nu mai puțin de un reprezentant pentru fiecare patruzeci de mii de persoane, până când numărul de reprezentanți va ajunge la două sute, după care proporțiile vor fi reglementate de Congres așa încât să nu fie mai puțin de două sute de reprezentanți, nici mai puțin de un reprezentant la fiecare cincizeci de mii de persoane.                                                                       | Neaprobat: Amendamentul Repartizării în Congres          |
| Al Doilea Articol: Nicio lege care să varieze compensația acordată membrilor Congresului nu va intra în vigoare înainte de a interveni un scrutin de alegere a reprezentanților. | Al Doilea Articol: Nicio lege care să varieze compensația acordată membrilor Congresului nu va intra în vigoare înainte de a interveni un scrutin de alegere a reprezentanților. | Al Doilea Articol: Nicio lege care să varieze compensația acordată membrilor Congresului nu va intra în vigoare înainte de a interveni un scrutin de alegere a reprezentanților. | Ratificat: 7 mai 1992 Al Douăzeci și Șaptelea Amendament |
| Al Treilea Articol: Congresul nu trebuie să dea legi privitoare la instituirea vreunei religii sau la interzicerea libertății de practicare a vreunei religii, nici nu va fi îngrădit dreptul la liberă conștiință. | Al Treilea Articol: „Congresul nu trebuie să dea legi privitoare la instituirea vreunei religii sau la interzicerea libertății de practicare a vreunei religii; sau care îngrădesc libertatea de exprimare sau libertatea presei; sau dreptul poporului de a se aduna pașnic și de a cere guvernului să le rezolve plângerile. | Al Treilea Articol: „Congresul nu trebuie să dea legi privitoare la instituirea vreunei religii sau la interzicerea libertății de practicare a vreunei religii; sau care îngrădesc libertatea de exprimare sau libertatea presei; sau dreptul poporului de a se aduna pașnic și de a cere guvernului să le rezolve plângerile. | Ratificat: 15 decembrie 1791 Primul Amendament           |
| Al Patrulea Articol: Libertatea cuvântului și a presei, și dreptul poporului de a se aduna pașnic și de a se consulta pentru binele comun, și de a cere guvernului să le rezolve plângerile, nu vor fi îngrădite. | (Vezi Al Treilea Articol mai sus) | |                                                          |
| Al Cincilea Articol: O miliție bine organizată, formată din corpul poporului, fiind cea mai bună siguranță a unui stat liber, dreptul populației de a deține și purta arme nu trebuie să fie încălcat, iar nimeni care se ferește din pricina religiei să poarte arme nu va fi obligat să presteze serviciu militar în persoană. | Al Patrulea Articol: Deoarece o miliție bine organizată este necesară securității unui stat liber, dreptul populației de a deține și purta arme nu trebuie să fie încălcat. | Al Patrulea Articol: Deoarece o miliție bine organizată este necesară securității unui stat liber, dreptul populației de a deține și purta arme nu trebuie să fie încălcat. | Ratificat: 15 decembrie 1791 Al Doilea Amendament        |
| Al Șaselea Articol: Niciun soldat nu trebuie să fie încartiruit în timp de pace în vreo casă fără consimțământul proprietarului acelei case, iar în timp de război în niciun alt mod decât cel prevăzut de lege. | Al Cincilea Articol: Niciun soldat nu trebuie să fie încartiruit în timp de pace în vreo casă fără consimțământul proprietarului acelei case, iar în timp de război în niciun alt mod decât cel prevăzut de lege. | Al Cincilea Articol: Niciun soldat nu trebuie să fie încartiruit în timp de pace în vreo casă fără consimțământul proprietarului acelei case, iar în timp de război în niciun alt mod decât cel prevăzut de lege. | Ratificat: 15 decembrie 1791 Al Treilea Amendament       |
| Al Șaptelea Articol: Dreptul oamenilor de a fi siguri de propria lor persoană, de casele, documentele și bunurile lor nu trebuie să fie violat prin percheziții și sechestrări nerezonabile; nu trebuie să fie emise mandate decât pe baza unei cauze a cărei probabilitate e susținută prin jurământ sau afirmații, iar mandatele trebuie să descrie în amănunt locul care urmează a fi percheziționat și persoanele sau lucrurile care urmează a fi sechestrate. | Al Șaselea Articol: Dreptul oamenilor de a fi siguri de propria lor persoană, de casele, documentele și bunurile lor nu trebuie să fie violat prin percheziții și sechestrări nerezonabile; nu trebuie să fie emise mandate decât pe baza unei cauze a cărei probabilitate e susținută prin jurământ sau afirmații, iar mandatele trebuie să descrie în amănunt locul care urmează a fi percheziționat și persoanele sau lucrurile care urmează a fi sechestrate. | Al Șaselea Articol: Dreptul oamenilor de a fi siguri de propria lor persoană, de casele, documentele și bunurile lor nu trebuie să fie violat prin percheziții și sechestrări nerezonabile; nu trebuie să fie emise mandate decât pe baza unei cauze a cărei probabilitate e susținută prin jurământ sau afirmații, iar mandatele trebuie să descrie în amănunt locul care urmează a fi percheziționat și persoanele sau lucrurile care urmează a fi sechestrate. | Ratificat: 15 decembrie 1791 Al Patrulea Amendament      |
| Al Optulea Articol: Nicio persoană nu trebuie să fie pusă în pericol de a-și pierde viața sau integritatea corporală pentru aceeași ofensă de două ori; nici să fie silită în vreun caz penal să fie martoră împotriva propriei persoane, nici să fie privată de viață, libertate sau bunuri fără judecată legală; iar proprietatea privată să nu fie luată spre folosință publică fără o compensație dreaptă. | Al Șaptelea Articol: Nicio persoană nu trebuie să fie făcută responsabilă de o crimă capitală sau de altă crimă infamă decât pe baza declarației sau acuzației unei curți cu juri, cu excepția cazurilor din cadrul forțelor terestre și navale, sau al miliției, survenite în timpul serviciului în caz de război sau stare de urgență; nicio persoană să nu fie pusă în pericol de a-și pierde viața sau integritatea corporală pentru aceeași ofensă de doua ori; nici sa fie silita în vreun caz penal să fie martoră împotriva propriei persoane, nici să fie privată de viață, libertate sau bunuri fără judecată legală; iar proprietatea privată să nu fie luată spre folosință publică fără o compensație dreaptă. | Al Șaptelea Articol: Nicio persoană nu trebuie să fie făcută responsabilă de o crimă capitală sau de altă crimă infamă decât pe baza declarației sau acuzației unei curți cu juri, cu excepția cazurilor din cadrul forțelor terestre și navale, sau al miliției, survenite în timpul serviciului în caz de război sau stare de urgență; nicio persoană să nu fie pusă în pericol de a-și pierde viața sau integritatea corporală pentru aceeași ofensă de doua ori; nici sa fie silita în vreun caz penal să fie martoră împotriva propriei persoane, nici să fie privată de viață, libertate sau bunuri fără judecată legală; iar proprietatea privată să nu fie luată spre folosință publică fără o compensație dreaptă. | Ratificat: 15 decembrie 1791 Al Cincilea Amendment       |
| Al Nouălea Articol: În toate cazurile penale acuzatul trebuie să aibă dreptul la o judecată publică rapidă, să fie informat cu privire la natura și motivul acuzației, să fie confruntat față în față cu martorii care depun mărturie împotriva lui; să existe o procedură obligatorie pentru a obține martori în favoarea sa și să aibă asistența unui avocat pentru apărarea sa. | Al Optulea Articol: În toate cazurile penale acuzatul trebuie să aibă dreptul la o judecată publică rapidă de către un juriu imparțial din statul și districtul unde crima va fi fost comisă, care district va fi fost stabilit în prealabil după preceptele legale; acuzatul trebuie să fie informat cu privire la natura și motivul acuzației; să fie confruntat față în față cu martorii care depun mărturie împotriva lui; să existe o procedură obligatorie pentru a obține martori în favoarea sa și să aibă asistența unui avocat pentru apărarea sa. | Al Optulea Articol: În toate cazurile penale acuzatul trebuie să aibă dreptul la o judecată publică rapidă de către un juriu imparțial din statul și districtul unde crima va fi fost comisă, care district va fi fost stabilit în prealabil după preceptele legale; acuzatul trebuie să fie informat cu privire la natura și motivul acuzației; să fie confruntat față în față cu martorii care depun mărturie împotriva lui; să existe o procedură obligatorie pentru a obține martori în favoarea sa și să aibă asistența unui avocat pentru apărarea sa. | Ratificat: 15 decembrie 1791 Al Șaselea Amendament       |
| Al Zecelea Articol: Judecata tuturor crimelor (cu excepția cazurilor de impeachment, și în cazurile ce apar în forțele terestre ori navale, sau în milițiile aflate în serviciu activ pe timp de război sau în stare de urgență) se va face de către un juriu imparțial din vecinătate, cu obligativitatea unanimității pentru condamnare, cu drept de apel și cu alte cerințe obișnuite; nicio persoană nu va fi făcută responsabilă de o crimă capitală sau altfel infamă, decât după prezentarea și punerea sub acuzare de un juriu; dacă crima a fost comisă într-un loc ocupat de inamic ori acolo unde o insurecție este în desfășurare, acuzația și procesul pot fi autorizate de lege a se desfășura în alt loc din același stat. | (vezi Al Șaptelea Articol mai sus) | |                                                          |
| Al Unsprezecelea Articol: Nu se va permite drept de apel la Curtea Supremă a Statelor Unite acolo unde valoarea controversei nu se ridică la o mie de dolari, și nici nu va fi judecabilă de un juriu conform practicii dreptului comun, sau reexaminabilă decât după regulile dreptului comun. | Al Nouălea Articol: În procese de drept comun, în care suma controversată depășește douăzeci de dolari, trebuie să se respecte dreptul persoanelor la judecată în curtea cu juri, iar niciun caz judecat de jurați nu trebuie să fie reexaminat în nici un tribunal din Statele Unite altfel decât pe baza legilor de drept comun. | Al Nouălea Articol: În procese de drept comun, în care suma controversată depășește douăzeci de dolari, trebuie să se respecte dreptul persoanelor la judecată în curtea cu juri, iar niciun caz judecat de jurați nu trebuie să fie reexaminat în nici un tribunal din Statele Unite altfel decât pe baza legilor de drept comun. | Ratificat: 15 decembrie 1791 Al Șaptelea Amendament      |
| Al Douăsprezecelea Articol: În procesele de drept comun, dreptul la judecată în fața unui juriu va fi păstrat. | (vezi Al Nouălea Articol mai sus) | |                                                          |
| Al Treisprezecelea Articol: Nu se va impune cauțiune excesivă, nu se vor stabili amenzi excesive și nu se vor aplica pedepse crude sau neobișnuite. | Al Zecelea Articol: Nu se va impune cauțiune excesivă, nu se vor stabili amenzi excesive și nu se vor aplica pedepse crude sau neobișnuite. | Al Zecelea Articol: Nu se va impune cauțiune excesivă, nu se vor stabili amenzi excesive și nu se vor aplica pedepse crude sau neobișnuite. | Ratificat: 15 decembrie 1791 Al Optulea Amendament       |
| Al Paisprezecelea Articol: Niciun Stat nu va încălca dreptul la proces cu jurați în cazurile penale, și nici drepturile la conștiință, libertatea cuvântului și presei. | | |                                                          |
| Al Cincisprezecelea Articol: Enumerarea în Constituție a anumitor drepturi nu va fi înțeleasă a deforma sau a limita alte drepturi păstrate de popor. | Al Unsprezecelea Articol: Enumerarea în Constituție a anumitor drepturi nu va fi înțeleasă a deforma sau a limita alte drepturi păstrate de popor. | Al Unsprezecelea Articol: Enumerarea în Constituție a anumitor drepturi nu va fi înțeleasă a deforma sau a limita alte drepturi păstrate de popor. | Ratificat: 15 decembrie 1791 Al Nouălea Amendament       |
| Al Șaisprezecelea Articol: Puterile delegate de Constituție guvernului Statelor Unite, vor fi exercitate așa cum sunt ele preluate, astfel încât legislativul nu va exercita niciodată puterile executivului și puterii judecătorești; executivul nu va exercita puterile legislativului și puterii judecătorești; iar puterea judecătorească nu va exercita puterile legislativului sau executivului. | | |                                                          |
| Al Șaptesprezecelea Articol: Puterile care nu sunt nici delegate și nici interzise de Constituție sunt rezervate respectiv statelor. | Al Douăsprezecelea Articol: Puterile nedelegate Statelor Unite de Constituție, dar neinterzise statelor, sunt rezervate respectiv statelor sau poporului. | Al Douăsprezecelea Articol: Puterile nedelegate Statelor Unite de Constituție, dar neinterzise statelor, sunt rezervate respectiv statelor sau poporului. | Ratificat: 15 decembrie 1791 Al Zecelea Amendament       |

### Procesul de ratificare
Cele douăsprezece articole de amendament aprobate de congres au fost prezentate oficial Legislativelor mai multor state pentru examinare pe 28 septembrie 1789. Următoarele state au ratificat unele sau toate modificările:
1. New Jersey: 20 noiembrie 1789 • Articolele 1 și de la 3 la 12 (a ratificat Articolul 2 pe 7 mai 1992)
2. Maryland: 19 decembrie 1789 • Articolele de la 1 la 12
3. Carolina de Nord: 22 decembrie 1789 • Articolele de la 1 la 12
4. Carolina de Sud: 19 ianuarie 1790 •  Articolele de la 1 la 12
5. New Hampshire: 25 ianuarie 1790 • Articolele 1 și de la 3 la 12 (a ratificat Articolul 2 pe 7 martie 1985)
6. Delaware: 28 ianuarie 1790 • Articolele de la 2 la 12
7. New York: 24 februarie 1790 • Articolele 1 și de la 3 la 12
8. Pennsylvania: 10 martie 1790 • Articolele de la 3 la 12 (a ratificat Articolul 1 pe 21 septembrie 1791)
9. Rhode Island: 7 iunie 1790 • Articolele 1 și de la 3 la 12 (a ratificat Articolul 2 pe 10 iunie 1993)
10. Vermont: 3 noiembrie 1791 •  Articolele de la 1 la 12
11. Virginia: 15 decembrie 1791 •  Articolele de la 2 la 12 (a ratificat Articolul 1 pe 3 noiembrie 1791)[71]

După ce au fost aprobate de trei sferturi din state, la acea dată existând 14 State în Uniune (Vermont a fost admis în Uniune la 4 martie 1791), ratificarea Articolelor de la 3 la 12 a fost finalizată și ele au devenit Amendamentele de la 1 la 10 din Constituție. Secretarul de stat Thomas Jefferson a certificat adoptarea lor la 1 martie 1792.
Întrucât nu fuseseră aprobate de 11 din cele 14 state, Articolele 1 (ratificat de 10 state) și 2 (ratificat de 6) au rămas incomplete. Plafonul minim de ratificare a crescut în curând la 12 din 15 state, după ce Kentucky a aderat la Uniune (1 iunie 1792). La 27 iunie 1792, Adunarea Generală din Kentucky⁠(d) a ratificat toate cele 12 amendamente, dar această acțiune nu a ieșit la lumină până în 1997.:p. 49-51
Articolul 1⁠(d) a fost la un stat de numărul necesar pentru a fi adoptat în Constituție de două ori, între 1789 și 1803. Deși a fost aproape de ratificare de timpuriu, el nu a primit aprobarea unui număr suficient de state pentru a deveni parte a Constituției. Întrucât Congresul nu a stabilit o limită de timp pentru ratificare, el încă este în faza de proiect și așteaptă aprobarea. Deoarece niciun stat nu l-a mai aprobat din 1792, acum ar fi necesară ratificarea de alte 27 de state pentru ca articolul să fie adoptat.:p. 49
Articolul 2, inițial ratificat de șapte state de-a lungul lui 1792 (inclusiv Kentucky), nu a fost ratificat de niciun alt stat timp de optzeci de ani. Adunarea Generală din Ohio⁠(d) l-a ratificat la data de 6 mai 1873, în semn de protest față de o nepopulară mărire a salariilor în Congres. Un secol mai târziu, pe 6 martie 1978, Legislativul din Wyoming⁠(d) ratificat și el articolul. Gregory Watson, student la Universitatea Texasului din Austin, a început o nouă campanie pentru ratificarea articolului cu o campanie de scrisori adresate legislativelor statelor. Ca urmare, până în luna mai 1992, suficiente state au aprobat Articolul 2 (38 din cele 50 de state din Uniune) pentru ca el să devină al Douăzeci și șaptelea Amendament la Constituția Statelor Unite ale Americii⁠(d). Adoptarea amendamentului lui a fost certificată de către Arhivarul Statelor Unite⁠(d) Don W. Wilson⁠(d) și, ulterior, afirmată printr-un vot al Congresului la 20 mai 1992.
Trei state nu au finalizat acțiunea asupra celor douăsprezece articole de amendament atunci când au fost inițial puse în fața statelor. Connecticut și Georgia au găsit că un proiect de Lege a Drepturilor este inutil și deci au refuzat să-l ratifice. Ambele camere ale Curții Generale din Massachusetts⁠(d) au ratificat câteva amendamente (Senatul a adoptat 10 din 12 și Camera 9 din 12), dar nu au reușit să concilieze cele două liste sau nu au trimis un anunț oficial secretarului de stat privind cele asupra cărora se căzuse de acord. Toate trei au ratificat ulterior Amendamentele denumite la început Articolele de la 3 la 12, ca parte a comemorării în 1939 a 150 de ani de la proiectul Bill of Rights: Massachusetts pe 2 martie, Georgia, pe 18 martie, și Connecticut, pe 19 aprilie. Connecticut și Georgia aveau mai târziu să ratifice și Articolul 2, pe 13 mai 1987 și, respectiv, 2 februarie 1988.:p. 108

## Punere în aplicare
Bill of Rights a avut impact judiciar limitat în primii 150 de ani de existență; după cum spunea Gordon S. Wood, „după ratificare, majoritatea americanilor au uitat imediat de primele zece amendamente la Constituție.” Curtea nu a luat nicio decizie importantă care să protejeze libertatea de expresie, de exemplu, până în 1931. Istoricul Richard Labunski⁠(d) pune îndelungata hibernare a Bill of Rights pe seama a trei factori: în primul rând, era nevoie de timp pentru a se dezvolta o „cultură a toleranței”, care să susțină stipulările din Bill of Rights cu voință judiciară și populară; în al doilea rând, Curtea Supremă a petrecut mare parte a secolului al XIX-lea axată pe probleme referitoare la echilibrul puterilor interguvernamentale; și în al treilea rând, amendamentele se aplicau inițial numai guvernului federal, restricție afirmată de cazul Barron v. Baltimore⁠(d) (1833). În secolul al XX-lea însă, cele mai multe prevederi au fost aplicate statelor prin intermediul celui de al Paisprezecelea Amendament—un proces cunoscut sub numele de încorporare⁠(d)—începând cu clauza libertății de exprimare, în Gitlow v. New York⁠(d) (1925). În Talton v. Mayes (1896), Curtea a decis că protecția constituțională, inclusiv dispozițiile Bill of Rights, nu se aplică acțiunilor guvernelor tribale amerindiene.

### Primul Amendament
„Congresul nu trebuie să dea legi privitoare la instituirea vreunei religii sau la interzicerea libertății de practicare a vreunei religii; sau care îngrădesc libertatea de exprimare sau libertatea presei; sau dreptul poporului de a se aduna pașnic și de a cere guvernului să le rezolve plângerile.”
Primul Amendament interzice adoptarea oricărei legi care să stabilească o religie de stat⁠(d), să împiedice exercitarea liberă a religiei⁠(d), să îngrădească libertatea de exprimare⁠(d), să limiteze libertatea presei, să interfereze cu dreptul la adunare pașnică sau să interzică dreptul la petiție adresată guvernului. Inițial, Primul Amendament se aplica numai asupra legilor adoptate de Congres, și multe dintre dispozițiile sale au fost interpretate în mod mai restrictiv decât astăzi.
În Everson v. Board of Education⁠(d) (1947), Curtea s-a inspirat din corespondența lui Thomas Jefferson pentru a cere „un zid de separare între biserică și Stat”, deși limita exactă dintre această separare rămâne în litigiu. Drepturile de exprimare au fost extinse în mod semnificativ într-o serie de hotărâri judecătorești în secolele al XX-lea și al XXI-lea care au protejat diverse forme de expresie politică, expresie anonimă, finanțare a campaniilor electorale, pornografie, și exprimare în cadrul școlilor; aceste hotărâri definesc o serie de excepții de la protecțiile Primului Amendament⁠(d). Curtea Supremă a anulat precedentul din legea jurisprudențială engleză⁠(d) de creștere a poverii dovezii în procesele de defăimare și calomnie, mai ales în New York Times Co. v. Sullivan⁠(d) (1964). Exprimarea comercială este mai puțin protejată de Primul Amendament decât cea politică, și, prin urmare, supusă la o reglementare mai strictă.
Clauza Libertății Presei protejează publicarea de informații și opinii, și se aplică la o largă varietate de mass-media. În Near v. Minnesota⁠(d) (1931) și New York Times v. Statele Unite ale Americii⁠(d) (1971), Curtea Supremă a decis că Primul Amendament protejează împotriva precenzurii—cenzurarea înainte de publicare—în aproape toate cazurile. Clauza Petiționării protejează dreptul la petiție în toate ramurile și agențiile guvernamentale. În plus față de dreptul de întrunire garantat de această clauză, Curtea a hotărât și că modificarea protejează implicit și libertatea de asociere.

### Al Doilea Amendament
„Deoarece o miliție bine organizată este necesară securității unui stat liber, dreptul populației de a deține și purta arme nu trebuie să fie încălcat.”
Cel de al Doilea Amendament protejează dreptul de a deține și de a purta arme. Conceptul unui astfel de drept a existat în dreptul jurisprudențial englez cu mult înainte de adoptarea Bill of Rights. Codificată mai întâi în Declarația Drepturilor din Anglia din 1689 (cu aplicare însă numai protestanților), acest drept a fost consacrat în legile fundamentale din mai multe state americane în epoca revoluționară, inclusiv în 1776 prin Declarația Drepturilor din Virginia⁠(d) și Constituția statului Pennsylvania din 1776⁠(d). De mult timp o problemă controversată în discursul politic, juridic și social american, cel de-al Doilea Amendament a fost în centrul mai multor decizii ale Curții Supreme.
- În Statele Unite ale Americii v. Cruikshank⁠(d) (1875), Curtea a decis că „dreptul de a purta arme nu este garantat de Constituție; nici nu este el în vreun fel dependent de acel instrument pentru existența sa. Al Doilea Amendament înseamnă nu mai mult decât că aceasta nu poate fi încălcat de către Congres, și nu are alt efect decât de a limita puterile Guvernului Național.”[90]
- În Statele Unite ale Americii v. Miller⁠(d) (1939), Curtea a hotărât că amendamentul "[protejează arme care aveau o] relație rezonabilă cu conservarea sau eficiența unei miliții bine reglementate”.[91]
- În Districtul Columbia v. Heller⁠(d) (2008), Curtea a decis că al Doilea Amendament „codifică un drept preexistent” și că „apără un drept individual de a poseda o armă de foc fără legătură cu serviciul într-o miliție, și de a folosi arma în scopuri tradițional legale, cum ar fi auto-apărarea în propria casă”, dar a declarat și că „dreptul nu este nelimitat. Acesta nu este un drept de a deține și transporta orice fel de arme, în orice mod și în orice scop”.[92]
- În McDonald v. Chicago⁠(d) (2010),[93] Curtea a decis că al Doilea Amendament limitează guvernele statelor și administrațiile locale în aceeași măsură în care limitează și guvernul federal.[94]

### Al Treilea Amendament
„Niciun soldat nu trebuie să fie încartiruit în timp de pace în vreo casă fără consimțământul proprietarului acelei case, iar în timp de razboi în niciun alt mod decât cel prevăzut de lege.”
Al Treilea Amendament limitează încartiruirea soldaților în case particulare, ca răspuns la Legea Încartiruirii adoptată de parlamentul britanic în timpul Războiului de Independență. Modificarea este una dintre cele mai puțin controversate din Constituție, și, până în prezent, nu a făcut niciodată obiectul unei decizii a Curții Supreme.

### Al Patrulea Amendament
„Dreptul oamenilor de a fi siguri de propria lor persoană, de casele, documentele și bunurile lor nu trebuie să fie violat prin percheziții și sechestrări nerezonabile; nu trebuie să fie emise mandate decât pe baza unei cauze a cărei probabilitate e susținută prin jurământ sau afirmații, iar mandatele trebuie să descrie în amănunt locul care urmează a fi percheziționat și persoanele sau lucrurile care urmează a fi sechestrate.”
Al Patrulea Amendament protejează împotriva perchezițiilor și confiscărilor nerezonabile, împreună cu obligativitatea ca orice mandat⁠(d) să fie juridic sancționat și susținut de o cauză probabilă⁠(d). Acesta a fost adoptat ca răspuns la abuzul de ordonanțe de asistență⁠(d), un mandat general, în timpul Revoluției Americane. Percheziția și sechestrarea (inclusiv arestarea) trebuie să fie limitate în domeniul lor de aplicare conform unor informații furnizate de instanța emitentă, de obicei, de către un ofițer de aplicare a legii care își asumă răspunderea. Amendamentul este baza pentru regula excluderii⁠(d), care prevede că probele obținute ilegal nu pot fi introduse într-un proces penal. Interpretarea amendamentului a variat de-a lungul timpului; protecția sa a fost extinsă în timpul Curților Supreme cu viziuni mai de stânga, precum cea condusă de Earl Warren, și a fost restrânsă sub Curțile Supreme cu viziuni mai de dreapta, cum ar fi cea a lui William Rehnquist⁠(d).

### Al Cincilea Amendament
„Nicio persoană nu trebuie să fie făcută responsabilă de o crimă capitală sau de altă crimă infamă decât pe baza declarației sau acuzației unei curți cu juri, cu excepția cazurilor din cadrul forțelor terestre și navale, sau al miliției, survenite în timpul serviciului în caz de război sau stare de urgență; nicio persoană să nu fie pusă în pericol de a-și pierde viața sau integritatea corporală pentru aceeași ofensă de două ori; nici să fie silită în vreun caz penal să fie martoră împotriva propriei persoane, nici să fie privată de viață, libertate sau bunuri fără judecată legală; iar proprietatea privată să nu fie luată spre folosință publică fără o compensație dreaptă.”
Al Cincilea Amendament protejează împotriva dublei judecări⁠(d) și autoincriminării⁠(d) și garantează drepturile la un proces echitabil⁠(d), la analiza acuzațiilor penale de către un grand jury, precum și la despăgubiri pentru proprietățile private confiscate prin expropriere. Amendamentul a stat la baza deciziei Curții Supreme în cazul Miranda v. Arizona⁠(d) (1966), care a stabilit că inculpații trebuie să fie informați despre drepturile lor la asistență juridică și împotriva autoincriminării înainte de a fi interogați de poliție.

### Al Șaselea Amendament
„În toate cazurile penale acuzatul trebuie să aibă dreptul la o judecată publică rapidă de către un juriu imparțial din statul și districtul unde crima va fi fost comisă, care district va fi fost stabilit în prealabil după preceptele legale; acuzatul trebuie să fie informat cu privire la natura și motivul acuzației; să fie confruntat față în față cu martorii care depun mărturie împotriva lui; să existe o procedură obligatorie pentru a obține martori în favoarea sa și să aibă asistența unui avocat pentru apărarea sa.”
Al Șaselea Amendament stabilește o serie de drepturi ale acuzatului într-un proces penal:
- la judecată rapidă⁠(d) și proces public⁠(d)
- la proces cu un juriu imparțial⁠(d)
- la a fi informat de acuzațiile penale
- la a confrunta martorii⁠(d)
- la a obliga martorii să se prezinte în instanța de judecată
- la asistență juridică⁠(d)[101]

În cazul Gideon v. Wainwright⁠(d) (1963), Curtea a hotărât că amendamentul garantează dreptul la reprezentare juridică în toate procesele penale pentru infracțiuni, atât în instanțele la nivel de stat, cât și în cele federale.

### Al Șaptelea Amendament
„În procese de drept comun, în care suma controversată depășește douăzeci de dolari, trebuie să se respecte dreptul persoanelor la judecată în curtea cu juri, iar niciun caz judecat de jurați nu trebuie să fie reexaminat în nici un tribunal din Statele Unite altfel decât pe baza legilor de drept comun.”
Al Șaptelea Amendament garantează procese cu jurați în cauzele civile federale care se ocupă de pretenții de peste douăzeci de dolari. Se interzice, de asemenea, judecătorilor să treacă peste constatările de fapt ale juraților în federal procesele civile federale. În cazul Colgrove v. Battin⁠(d) (1973), Curtea Supremă a hotărât că cerințele amendamentului pot fi îndeplinite de către un juriu cu un minim de șase membri. Acesta este una dintre puținele componente ale Bill of Rights care nu este încorporat (nu se aplică statelor).

### Al Optulea Amendament
„Nu trebuie să se ceară sau să se impună cauțiuni sau amenzi foarte ridicate, nici nu trebuie aplicate pedepse crude și neobișnuite.”
Al Optulea Amendament interzice impunerea de cauțiuni sau amenzi excesive, deși lasă termenul de „excesiv” deschis interpretărilor. Cea mai frecvent contestată clauză a amendamentului este ultima, care interzice pedepsele crude și neobișnuite⁠(d). Această clauză a fost doar ocazional aplicată de către Curtea Supremă înainte de anii 1970, în general, în cazuri de-a face cu mijloacele de execuție. În cazul Furman v. Georgia⁠(d) (1972), unii membri ai Curții au considerat că pedeapsa capitală în sine încalcă amendamentul, argumentând că această clauză ar reflecta „evoluția standardelor de decență”, că opinia publică s-a schimbat; alții au găsit anumite practici din procesele capitale ca fiind inacceptabil de arbitrare, având ca rezultat o decizie majoritară care a suspendat efectiv execuțiile în Statele Unite timp de mai mulți ani. Execuțiile a fost reluate în urma cazului Gregg v. Georgia⁠(d) (1976), care a constatat că pedeapsa capitală este constituțională, dacă juriul se ghidează după îndrumări concrete privind stabilirea pedepselor. De asemenea, Curtea a constatat că unele condiții precare de închisoare reprezintă o pedeapsă crudă și neobișnuită, ca în cazul Estelle v. Gamble⁠(d) (1976).

### Al Nouălea Amendament
„Enumerarea anumitor drepturi în cadrul Constituției nu trebuie să fie interpretată ca o negare sau discreditare a altor drepturi de care se bucură poporul.”
Al Nouălea Amendament declară că există și alte drepturi fundamentale care există în afara Constituției. Drepturile enumerate în Constituție nu sunt o listă explicită și exhaustivă⁠(d) a drepturilor individuale. El a fost rareori menționat în hotărârile Curții Supreme, înainte de a doua jumătate a secolului al XX-lea, când a fost citat de mai mulți judecători în cazul Griswold v. Connecticut⁠(d) (1965). În acea cauză, Curtea a anulat o lege care interzicea utilizarea de contraceptive ca fiind o încălcare a dreptului de intimitate conjugală. Acest drept a constituit, la rândul său, baza pe care Curtea Supremă a construit decizii în mai multe cazuri-reper, inclusiv Roe v. Wade (1973), care a anulat o lege din Texas prin care era declarat delict ajutorul acordat unei femei pentru a obține un avort, și în cazul Planned Parenthood v. Casey⁠(d) (1992), care a invalidat legea din Pennsylvania care obliga informarea soțului înainte de a obține un avort.:passim

### Al Zecelea Amendament
„Puterile care nu sunt delegate Statelor Unite de către Constituție, și nici interzise de către aceasta statelor, sunt rezervate fie statelor, fie poporului.”
Al Zecelea Amendament consolidează principiile separării puterilor în stat și ale federalismului stabilind că puterile care nu sunt acordate guvernului federal prin Constituție, și nici nu sunt interzise statelor, sunt rezervate statelor sau poporului. Amendamentul nu acordă noi puteri sau drepturi statelor, ci mai degrabă conservă autoritatea lor în toate aspectele care nu sunt atribuite în mod expres guvernului federal.

## Afișarea și cinstireaBill of Rights
George Washington a comandat realizarea a paisprezece cópii scrise de mână pentru Bill of Rights, una pentru Congres și câte una pentru fiecare dintre primele treisprezece state. Copiile statelor Georgia, Maryland, New York și Pennsylvania au dispărut. Copia din New York se crede că a fost distrusă într-un incendiu. Două copii neidentificate ale celor patru (considerate a fi exemplarele pentru Georgia și Maryland) s-au păstrat; una este în Arhivele Naționale, și cealaltă este în Biblioteca Publică din New York. Copia Carolinei de Nord a fost furată din Capitoliul Statului de către un soldat al Uniunii după Războiul Civil. Într-o operațiune a FBI, ea a fost recuperată în 2003. Copia păstrată de Primul Congres este expusă (împreună cu Constituția și Declarația de Independență) în Rotonda pentru Cartele Libertății, o cameră din Clădirea Arhivelor Naționale⁠(d) din Washington, DC începând cu 13 decembrie 1952.
După cincizeci de ani de expunere, s-au observat semne de deteriorare ale ramei, în timp ce documentele păreau a fi bine conservate. Prin urmare, rama a fost înlocuită și Rotonda a fost reinaugurată la 17 septembrie 2003. În remarcile făcute la reinaugurare, președintele George W. Bush a declarat: „adevărata Revoluție [Americană] nu a fost să sfideze o putere pământească, ci să declare principiile care stau mai presus de orice putere pământească—egalitatea fiecărei persoane în fața lui Dumnezeu, și responsabilitatea guvernului de a asigura drepturile tuturor.”
În 1941, Președintele Franklin D. Roosevelt a declarat data de 15 decembrie zi de aniversare a 150 de ani de la ratificarea Bill of Rights. În 1991, copia statului Virginia a Bill of Rights a fost purtată prin toată țara, în cinstea bicentenarului, vizitând capitalele tuturor celor cincizeci de state.